# Łomna Górna
Łomna Górna (czes. Horní Lomnáⓘ, niem. Ober Lomna) – gmina w Czechach, w kraju morawsko-śląskim, w powiecie Frydek-Mistek, w historycznych granicach Śląska Cieszyńskiego.

## Położenie
Łomna położona jest we wschodniej części Beskidu Morawsko-Śląskiego. Zabudowa wsi rozciąga się w górnym biegu potoku Łomna, w większości na wysokości 530–610 m n.p.m. (centrum wsi na wysokości 595 m n.p.m. ), ale najwyżej położone domy przysiółka Přelač sięgają wysokości 850 m n.p.m.

## Historia
Osiedlanie doliny Łomnej rozpoczyna się w roku 1646. Jako jednostka administracyjna pojawia się Łomna w roku 1730. Nazwa wsi pochodzi od rzeki Łomnej. W roku 1770 Łomną zamieszkiwało 489 mieszkańców. Wszystkich osadników obowiązywała danina.
Zasiedlanie Górnej Łomnej zaczęło się około połowy XVIII w. Pierwszym gospodarzem na tzw. Wolniskach był jakiś przybysz ze Śmiłowic, który wyrobił sobie tam pastwisko dla owiec i kupił je od Komory Cieszyńskiej w 1760 r. W 1777 r. od Hermana z Jabłonkowa kupił tu osiedle Adam Sikora. Zresztą Sikorowie, mocno rozgałęzieni już w Dolnej Łomnej, byli właścicielami większości terenów wypasowych w Górnej Łomnej.
Na słabych gruntach w wąskiej dolinie górskiej możliwa była jedynie uprawa niewielkich ilości owsa, kapusty, buraków pastewnych („kwaków”), a później i ziemniaków. W tym czasie zarząd dóbr cieszyńskich zaczynał już ograniczać swobodny wypas owiec w lasach górskich, więc podstawę gospodarki stanowiła hodowla bydła rogatego. Tymczasowe szałasy z czasem zamieniały się w stałe gospodarstwa. Osadnictwo postępowało systematycznie na stoki i w górę doliny, aż po jej południowy kraniec. Tu, na Sałajce, powstała najpierw warzelnia potażu, a później pastwisko dla krów, na którym z czasem zarząd dóbr książęcych wybudował murowaną leśniczówkę, a przy niej gospodarstwo dla leśniczego. Najpóźniej powstała w Górnej Łomnej kolonia, usytuowana pod Wielkim Połomem, w dolince prawobrzeżnego dopływu Łomnej, zwanego Przelacz, od którego dostała też swą nazwę. Istniejący tam szałas, przy którym wypasano krowy, został zlikwidowany w 1813 r. Na jego rozparcelowanym terenie Komora osadziła 32 kolonistów.
Pierwszą szkołę prywatną otwarto w roku 1830. Według austriackich spisów w roku 1843 gminę zamieszkiwało 817 obywateli w 58 gospodarstwach. Mieszkańcy zajmowali się głównie pasterstwem i pracą w lasach. W trzech młynach pracowało 3 robotników, a w 5 tartakach – 10 robotników. Lata 1844–47 to lata głodowe ze znaczną liczbą zmarłych. Pierwsza polska szkoła publiczna rozpoczęła działalność w roku 1852. Nowe budynki szkół otwarto w latach 1873 i 1894. 
Nowy kościół wyświęcono w roku 1896. Według austriackiego spisu ludności z roku 1910 w Łomnej Górnej mieszkało 615 obywateli, z tego 602 (97.9%) Polaków, 11 (1.8%) Czechów i 2 (0,3%) Niemców. Podział wsi Łomna na Łomnę Dolną i Łomnę Górną nastąpił 1 stycznia 1890. Kościół w Łomnej Górnej powstał pod koniec XIX wieku; poświęcono go w 1896.
Do 1918 r. Łomna Górna wchodziła w skład Księstwa Cieszyńskiego. W wyniku wojny polsko-czechosłowackiej ze stycznia 1919 r. znalazła się w granicach Czechosłowacji.
Po układzie monachijskim na mocy umowy Benesz–Mościcki z dnia 2 października 1938 r. wieś znalazła się na powrót w granicach Rzeczypospolitej Polskiej. 1 września 1939 r. została zajęta przez wojska niemieckie, które stacjonowały tu do maja 1945 r. W latach 1944–45 wieś stała się terenem wzmożonej działalności partyzanckiej. Działał tu oddział radziecki kpt. Griniewskiego i polski oddział AK „Kozubowa”. Z terenu Słowacji zachodził też czasami radziecki oddział „Avantgard” kpt. Walerija Burzi „Jefremowa”.
Po II wojnie światowej przywrócono granicę z 1 października 1938 r. Łomna znów weszła w skład Czechosłowacji, a od 1 I 1993 r. Republiki Czeskiej.
W Łomnej Górnej urodził się Jan Korzenny, nauczyciel akademicki, filolog i literaturoznawca.

## Współczesność
Według spisu powszechnego z 2001 r. w Łomnej Górnej zamieszkiwało 112 Polaków, a w wyniku wyborów samorządowych z 2006 do siedmioosobowej Rady Gminy weszło trzech Polaków (Jan Brózda, Vladislav Szkandera i Petr Marosz). Starostą został Tomasz Gruszka.